# Comissió de Portaveus dels Presos i Encausats Independentistes
La Comissió de Portaveus dels Presos i Encausats Independentistes fou una comissió constituïda a principis de 1993 en resposta a l'Operació Garzón 1992. Estava formada per tretze persones: Lluís Maria Xirinacs, Carles Castellanos, Carles Riera, Jaume Soler, Teresa Mas, Josep Maria Cervelló, Joan Guinovart, Ramon Moragues, Robert Samó, Ermen Llobet, Narcís Sellas, Toni Infante i Toni Lecha.
El seu objectiu era, segons el seu manifest fundacional:
| «                                                                          | Que hem lluitat —continuem lluitant— pels drets i per les llibertats polítiques, personals, socials i nacionals del nostre poble. Que ningú no té dret a exigir-nos que reneguem de la nostra lluita, ni que renunciem als seus legítims objectius: i menys encara a voler-nos forçar a la indignitat personal i política pretenent fer-nos col·laborar en la repressió del moviment per mitjà de la delació i d'altres formes de renúncia o rendició. Que reclamem el dret —reconegut en la Declaració Universal dels Drets Humans— de poder lluitar lliurement pels legítims objectius del moviment independentista català en un marc polític plenament lliure i democràtic | » |
| — Comissió de Portaveus dels Presos i Encausats Independentistes, El Temps | |   |

Aquesta comissió va fer tasques d'acompanyament familiar, de generació de discurs polític i de pont entre els encausats i els mitjans de comunicació.